# Collum wijów

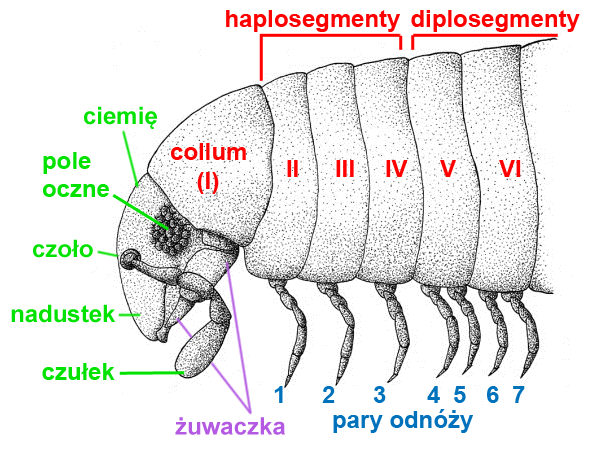
Przód ciała krocionoga

Collum (l. m. colla) – u dwuparców i skąponogów określa się tak segment szyjny, czyli pierwszy segment ciała położony za głową lub tylko tergit położony na tym segmencie.
U dwuparców segment szyjny pozbawiony odnóży i przykryty tergitem, którego budowa jest odmienna od tergitów kolejnych. Nie jest on podzielony na węższy prosomit i szerszy metasomit. U skąponogów natomiast collum pozbawione jest zarówno tergitu jak i odnóży.